# Pseudoschmidtia complexa
Pseudoschmidtia complexa är en insektsart som beskrevs av Marius Descamps 1971. Pseudoschmidtia complexa ingår i släktet Pseudoschmidtia och familjen Euschmidtiidae. Inga underarter finns listade i Catalogue of Life.